# The Beast of Yucca Flats
The Beast of Yucca Flats és una pel·lícula de terror de sèrie B llançada en 1961. La pel·lícula la protagonitza l'ex lluitador suec Tor Johnson i va ser escrita i dirigida per Coleman Francis. Alguns crítics han qualificat com una de les pitjors pel·lícules de terror de ciència-ficció fetes i  una de les pitjors de tots els temps, fins i tot suggerint que podria ser pitjor que la d'Ed Wood, Plan 9 from Outer Space. Va ser distribuïda per Crown International Pictures.

## Repartiment
- Tor Johnson
- Douglas Mellor
- Barbara Francis
- Bing Stafford
- Conrad Brooks